# VfL Gevelsberg
Der VfL Gevelsberg war ein Fußballverein aus Gevelsberg. Die erste Mannschaft spielte zwischen 1978 und 1982 sowie von 1991 bis 1995 in der drittklassigen Oberliga Westfalen.

## Geschichte
Im Jahre 1908 wurde der FC 1908 Gevelsberg gegründet. Dieser schloss sich im Juli 1920 dem TuS Gevelsberg an, der am 14. Juni 1920 durch die Fusion der Verein SuS 09 Gevelsberg, TV Gevelsberg und TV Eintracht Gevelsberg entstanden war. Bereits im Jahre 1923 wurden die Fußballer infolge der reinlichen Scheidung als SuS 08 Gevelsberg wieder ein eigenständiger Verein. Zehn Jahre später fusionierte der SuS 08 mit dem im Jahre 1918 gegründeten SC Lichtenplatz Gevelsberg und dem 1913 gegründeten TuS Westfalia Gevelsberg zum Sportring 33 Gevelsberg. Dieser Verein löste sich 1945 wieder auf. Stattdessen wurde mit dem VfL Vorwärts Gevelsberg ein Großverein gegründet, der alle vor 1945 bestehenden Turn- und Sportvereine in sich vereinte. 1948 wurde das Wort „Vorwärts“ aus dem Vereinsnamen gestrichen.

## Fußball
Unter dem Namen Sportring Gevelsberg qualifizierte sich der Verein im Jahre 1935 für den Tschammerpokal, dem Vorläufer des heutigen DFB-Pokals. Dort verlor die Mannschaft in der ersten Runde mit 2:5 gegen den VfR Köln 04 rrh. In der Saison 1952/53 gaben die Fußballer ein einjähriges Gastspiel in der Landesliga, damals die höchste Amateurliga Westfalens. Danach spielte der VfL jahrelang auf lokaler Ebene, bis 1965 der Wiederaufstieg in die nunmehr viertklassige Landesliga gelang. 1976 schafften die Gevelsberger den Aufstieg in die Verbandsliga und qualifizierten sich zwei Jahre später als Dritter der Gruppe 2 für die neu eingeführte Oberliga Westfalen. Nach einem dritten Platz in der Saison 1979/80 spielte die Mannschaft ein Jahr später lange um die Meisterschaft, wurde am Saisonende jedoch nur Zweiter hinter dem 1. FC Paderborn. 1982 folgte der Abstieg in die Verbandsliga.
1991 kehrten die Gevelsberger als Meister der Verbandsligastaffel 2 in die Oberliga zurück. Unter Führung des Kassierers Lothar Kötting sollte der Verein in den bezahlten Fußball geführt werden. Die Mannschaft etablierte sich im Mittelfeld der Tabelle, verpasste aber in der Saison 1993/94 die Qualifikation für die Regionalliga West/Südwest. Durch Fehler in der Buchführung stand der Verein vor dem Ruin. In der Saison 1994/95 wurde die Mannschaft nach dreimaligen Nichtantreten ausgeschlossen. Am 1. Juni 1995 wurde die Fußballabteilung unter dem Namen VfL Gevelsberg Fußball selbständig. Sportlich wurde der VfL in der Saison 1995/96 in die Landesliga durchgereicht und verschwand aus dem höherklassigen Fußball. Nach vier Abstiegen in Folge war der VfL im Jahre 1998 in der Kreisliga B angekommen und kehrte 2003 in die Kreisliga A zurück.

## Handball
Die Handballer des VfL Vorwärts Gevelsberg sicherten sich 1946 durch ein 11:7 gegen den Flensburger TB die inoffizielle Meisterschaft der Britischen Besatzungszone. Das Endspiel um die inoffizielle Interzonenmeisterschaft wurden gegen den Meister der amerikanischen Zone, dem SV Waldhof 07, mit 4:11 verloren. Die Abteilung wechselte danach zu den Sportfreunden Gevelsberg, aus denen 1975 die Sportfreunde Eintracht Gevelsberg wurden. Dieser bildet seit 1999 mit den Handballern des TV Silschede die Spielgemeinschaft HSG Gevelsberg/Silschede.

## Persönlichkeiten
- Joachim Benfeld
- Siegmar Bieber
- Volker Diergardt
- Wolfgang Euteneuer
- Guido Fleige
- Dietmar Grabotin
- Werner Kriegler
- Ludger Pickenäcker
- Guido Silberbach
- Stefan Trienekens
- Achim Weber
- Wilfried Woyke
- Michael Zylka

## Nachfolgeverein FSV Gevelsberg
Im Dezember 2004 fusionierte der Verein mit der Fußballabteilung der Sportfreunden Eintracht Gevelsberg zum heutigen FSV Gevelsberg. Die Sportfreunde Eintracht spielten von 1979 bis 1982 und von 1997 bis 2002 in der Bezirksliga. Der FSV Gevelsberg startete in der Kreisliga A Hagen und schaffte im Jahre 2007 den Aufstieg in die Bezirksliga. Dort wurde der FSV nach vierten Plätzen in den Jahren 2012 und 2013 dann in den Jahren 2022, 2023 und 2024 jeweils Vizemeister hinter dem Kiersper SC, dem VfB Westhofen und dem VfR Sölde. 2023 spielten die Vizemeister einen weiteren Aufsteiger in die Landesliga aus. Die Gevelsberger scheiterten bereits in der ersten Runde mit 2:4 an Westfalia Huckarde.
Der FSV Gevelsberg trägt seine Heimspiele im Stadion Stefansbachtal aus, welches Platz für 6000 Zuschauer bietet. Es wird auf Kunstrasen gespielt. Der FSV Gevelsberg brachte mit Lukas Klostermann einen deutschen Nationalspieler hervor. Seine Schwester Lisa spielte für den MSV Duisburg und der SGS Essen in der Bundesliga. Kjell Wätjen wurde Bundesligaspieler bei Borussia Dortmund. Jonah Husseck wurde Drittligaspieler bei Borussia Dortmund II.